# Norops fortunensis
Norops fortunensis är en ödleart som beskrevs av  Fernando A. Arosemena och IBANEZ 1993. Norops fortunensis ingår i släktet Norops och familjen Polychrotidae. IUCN kategoriserar arten globalt som otillräckligt studerad. Inga underarter finns listade i Catalogue of Life.